# روسكيلدا
روسكيلدا (بالدنماركية: Roskilde)‏ مدينة دنماركية على جزيرة زيلاند مع عدد سكان بلغ 49279 نسمة في عام2015 . تقع المدينة عند مضيق روسكيلدا ، 30 كم غرب العاصمة الدنماركية كوبنهاغن، على انحدار مرتفع بارتفاع 30 متر عن سطح البحر .يعود أصل اسم المدينة من الخرافة عن الأسطورة رو Ro الذي يعتقد أنه قام ببناء المدينة. 

## كنيسة المدينة

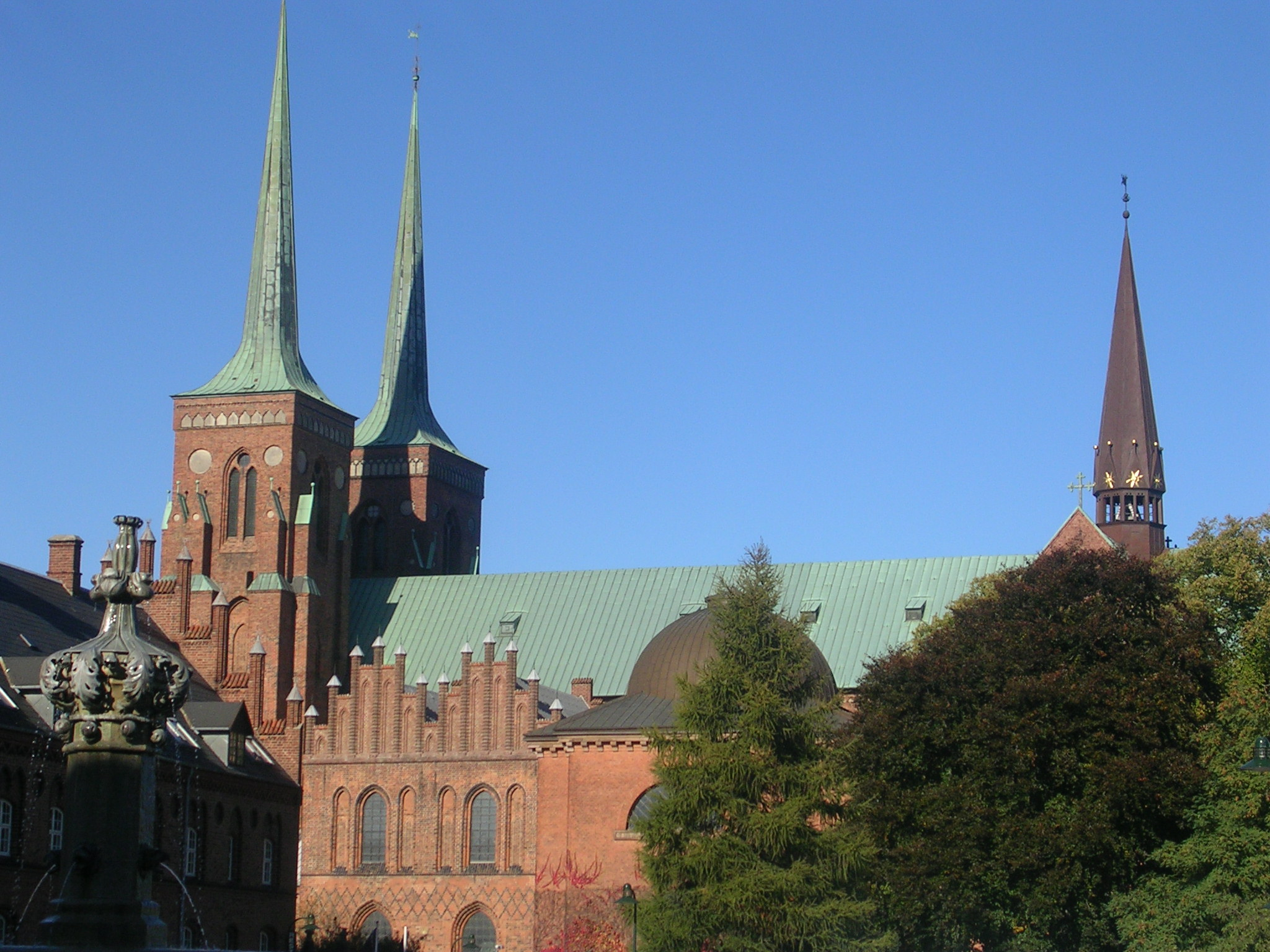
كاتدرائية روسكيلدا

تملك مدينة روسكيلدا من القرن الثاني عشر مدرسة كاتدرائية، مشفى معتبر ودير نبيل للنساء العذارى (بالسويدية: adligt jungfrustift) أنشئ في عام 1699.تعد كتدرائية روسكيلدا أكثر الأماكن تميزاً في المدينة وهي من أكبر وأضخم الكنائس في دول الشمال. تم تشييد المبنى في القرن العاشر لتعوض الكنيسة الخشبية السابقة في المدينة، وتم الانتهاء من بناء الكنيسة في عام 1084. و دمرت في حوالي العام 1200 و من ثم أعيد بنائها بالطابوق الأحمر على طراز النموذج الفرنسي ( يوجد كاتدرائية على نفس الطراز في مدينة تورناي ). 

## التاريخ

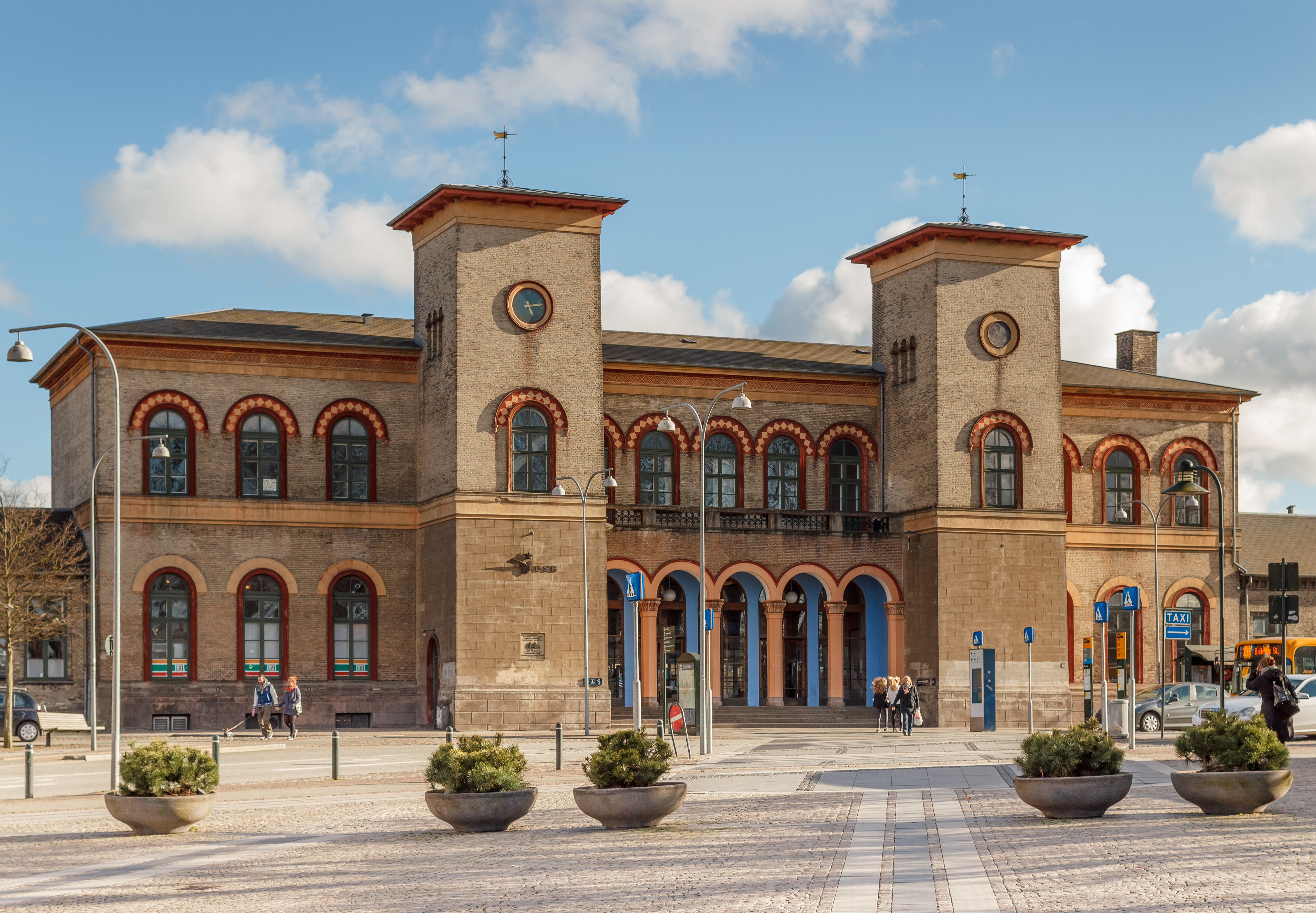
محطة قطارات روسكيلدا

كانت روسكيلدا منذ القرن التاسع الميلادي مملكة ومسكن الأسقف ( تبع للأبرشية زيلاند، مون ، وجزيرة روجين منذ عام 1168). خلال العصور الوسطى ضمت المدينة إثنا عشر كنيسة أبرشية وخمسة أديرة. في حوالي العام 1150 أسست جمعية باسم (أخوة فيتهامن) للقتال ضد الونديون ، ففي عصر الملك كنوت مانجنسون (Knut Magnusson) قُتل ما يقارب 1157 من أبناء مدينة روسكيلدا، وفي عصر الملك أريك منفيد قتل كذلك ما يقارب 1319. لكن في ما بعد وبعد نشوء المملكة الدنماركية عام 1433 ميلادي وانتقال الأسقفية فيما بعد إلى مدينة كوبنهاغن، بدأت مدينة روسكيلدا باستعادة قوتها وإنهاء سنوات طويلة من معاناة الحرب. 

## التعليم
- جامعة روسكيلدا
- مركز بحوث ريسو Forskningscenter Riso
- مركز الدنمارك لبحوث البيئة Danmarks Miljøundersøgelser
- معهد بحوث الذبائح Slagteriernes Forskningsinstitut
- Roskilde Pædagogseminarium
- Sjællands Kirkemusikskole

## الاستمتاع
تعرف مدينة روسيكلدا بالمهرجان السنوي الذي يقام فيها منذ عام 1970 و الذي يدعى مهرجان روسكيلدا (بالدنماركية: Roskildefestivalen).

## الثقافة والأماكن الهامة
في  كاتدرائية روسكيلدا يدفن العديد من أفراد العائلة الملكية. الكنيسة مدرجة على لوائح قائمة الثراث العالمي لليونسكو وحتى بدايات القرن التاسع عشر كانت الكنيسة هي الوحيدة في جزيرة زيلاندز.  
عند ميناء المدينة يقعمتحف الفايكنغ مع معارض حول قواب وسفن عصرالفايكنغ. تم إنشاء المتحف بعد أن تم العثور على عدد من القوارب الغارقة من عصر الفايكنغ فيمضيق روسكيلدا.